# Muy Grande
Muy Grande es uno de los héroes o alienígenas del Omnitrix de la serie de TV Ben 10. Es el alienígena descubierto en la película Ben 10: el secreto del Omnitrix.
Su voz original es la de Fred Tatasciore.

## Diseño
La serie buscaba tener un alienígena que pudiera derrotar a Vilgax y pensaron en hacer uno aún más grande que éste, que fuera más fuerte y resistente. Muy Grande fue inspirado en parte por el personaje Ultraman ya que estos dos tienen características parecidas, como los ojos, la aleta de la cabeza y los brazos. En un comienzo se pretendía que Muy Grande no cambiara en el Futuro, como es mostrado en el episodio Ken 10, pero en Ben 10: Alien Force su diseño es cambiado a uno más simple.
Muy Grande (Gigante en España) es la muestra de un To'kustar proveniente de una Tormenta Cósmica. Su primera aparición fue en la película Ben 10: el secreto del Omnitrix, cuando Azmuth, el creador del Omnitrix, desbloquea la transformación para que Ben pueda derrotar a Vilgax. Es un alienígena de gran tamaño (aproximadamente 30 m).
Es el alienígena con el que Ben casi derrota a Vilgax.
Omnitrix: En el pecho (En el futuro también)

## EnBen 10: Alien Force
Muy Grande aparece en Alien Force, junto con Upchuck y Cannonbolt, aunque no tiene muchos cambios:
- Su raya roja es más fina debajo.
- Tiene 2 ojos.
- Ya no tiene los discos en los hombros

## Habilidades y Debilidades
Habilidades
- Puede aplastar cualquier cosa de menor tamaño.
- Al ser de una raza muy grande tiende a ser más fuerte.
- Con ese tamaño puede defender el cuerpo original de Ben.
- Tiene ojos debajo de la boca por eso pude ver hacia abajo sin tener que agachar la cabeza.
- Puede cruzar sus brazos y lanzar un rayo
- probablemente tiene la habilidad de controlar las nebulosas y viajar por el espacio además de crear tornados y lanzar rayos cósmicos con las mismas

Debilidades
- Dado el tamaño de Muy Grande, es muy difícil de controlar y puede dañar a quien intenta proteger.
- Su tamaño no lo vuelve invulnerable, por lo que algunas armas o poderes lo pueden dañar, como las garras de Vilgax, la parte más vulnerable es la aleta de la cabeza.